# Iruña (Paraguay)
Iruña es un distrito paraguayo localizado en el departamento de Alto Paraná. Anteriormente formaba parte del distrito de Ñacunday, pero se desmembró y se creó como distrito en 1993. Se encuentra ubicado a unos 112 km de la capital departamental Ciudad del Este y a unos 379 km de Asunción. 
El fundador de la colonia fue don Genaro Escudero, abuelo del político paraguayo Enrique Riera Escudero, oriundo de Iruña o Iruñea, que es el nombre vasco de la ciudad de Pamplona, capital de Navarra, España. De ahí fue que la comunidad altoparanaense fue bautizada con este nombre, cuyo significado etimológico sería "Ciudad Buena", en euskera (vasco).
Iruña, en el Paraguay es conocida como la “Capital de la Adrenalina”, por su tradicional y pintoresca “Arrancada de Tractores”, que es un evento anual que se inició en el año 2004 dentro de la Expo Iruña en la que anualmente se divulga su industria, su comercio y todo el engranaje que día a día mueve el trabajo agrícola en este sector productivo del país. Está organizada por el Centro de Eventos Sociales, Culturales y Deportivos de Iruña (CESCDI) y generalmente se realiza en los días cercanos a la fecha de Santa Margarita, patrona de la ciudad, en el mes de octubre. 
En el cierre de esa muestra se realizan dos eventos importantes: la elaboración de un verdadero manjar que es el “cerdo al espiedo” y que se trata de la cocción de unos 120 cerdos al espiedo, durante 9 horas aproximadamente. Paralelamente se desarrolla la “Arrancada de Tractores”, un show de carrera (picada) de tractores (tuneados como vehículos de Fórmula 1. Ésta actividad es originaria de Maripá (Brasil) e impulsada por los descendientes de los colonos del vecino país. Estas actividades son declaradas de interés nacional por la Secretaría Nacional de Turismo (SENATUR).
La elevación de esta ciudad a la categoría de distrito, se produjo el 7 de julio de 1993. Se trata de una población muy laboriosa, de gran desarrollo
La actividad comercial de la zona es la agricultura, especialmente la agricultura mecanizada. Gran parte de su población, está conformada por colonos y descendientes brasileros que a su vez tienen orígenes alemanes o italianos.